# 50 Cent: The New Breed
50 Cent: The New Breed — відеоальбом американського репера 50 Cent, виданий лейблами Shady Records, Aftermath Entertainment та Interscope Records 15 квітня 2003 р.
У документальному фільмі 50 Cent: The New Breed можна також помітити Eminem, Dr. Dre, Ллойда Бенкса, Тоні Єйо, Обі Трайса, D12 та ін. Продюсери: Дон Робінсон, Деймон Джонсон.
У відео показано процес запису пісень до альбому Get Rich or Die Tryin' (2003). Деякий матеріал раніше з'являвся на бонусному DVD, що постачався з ранніми копіями вищезгаданої платівки. 50 Cent: The New Breed посів 2-гу сходинку чарту Billboard 200 та 1-ше місце Top R&B/Hip-Hop Albums. Станом на грудень 2003 наклад релізу становив понад 645 тис. проданих копій.
Виконавчі продюсери: Eminem, Dr. Dre. Виконавчі співпродюсери: 50 Cent, Sha Money XL. Фотограф: Саша Волдмен. Артдирекція й дизайн: Slang Inc.

## Зміст релізу

### DVD
1. Документальний фільм
- «50 Cent: The New Breed»
- «Tony Yayo: The Interview»

2. Відеокліпи
- «Heat»
- «Wanksta: Behind the Scenes»
- «Wanksta»
- «In da Club: Behind the Scenes»
- «In da Club»
- «Heat: The Street Version»

3. Наживо у Детройті
- «U Not Like Me»
- «Wanksta»
- «Patiently Waiting» (з участю Eminem)
- «Love Me» (з участю Eminem та Obie Trice)
- «Rap Game» (з участю D12)
- «In da Club»
- «The Detroit Show: Behind the Scenes»

4. Бонусний матеріал
- «Wanksta» (Sessions @ AOL)
- «In da Club» (Sessions @ AOL)
- «Round Here» (Sessions @ AOL)
- «8 Mile DVD Trailer»

### Бонусний CD
1. «True Loyalty» (у вик. 50 Cent, Lloyd Banks та Tony Yayo) (продюсер: Red Spyda)
2. «8 Mile Road (G-Unit Remix)» (у вик. 50 Cent, Lloyd Banks та Tony Yayo) (продюсер: Eminem; дод. прод.: Луїс Ресто)
3. «In da Hood» (з участю Brooklyn) (продюсери: Dr. Dre, Скотт Сторч)